# Kloster Sveti Naum

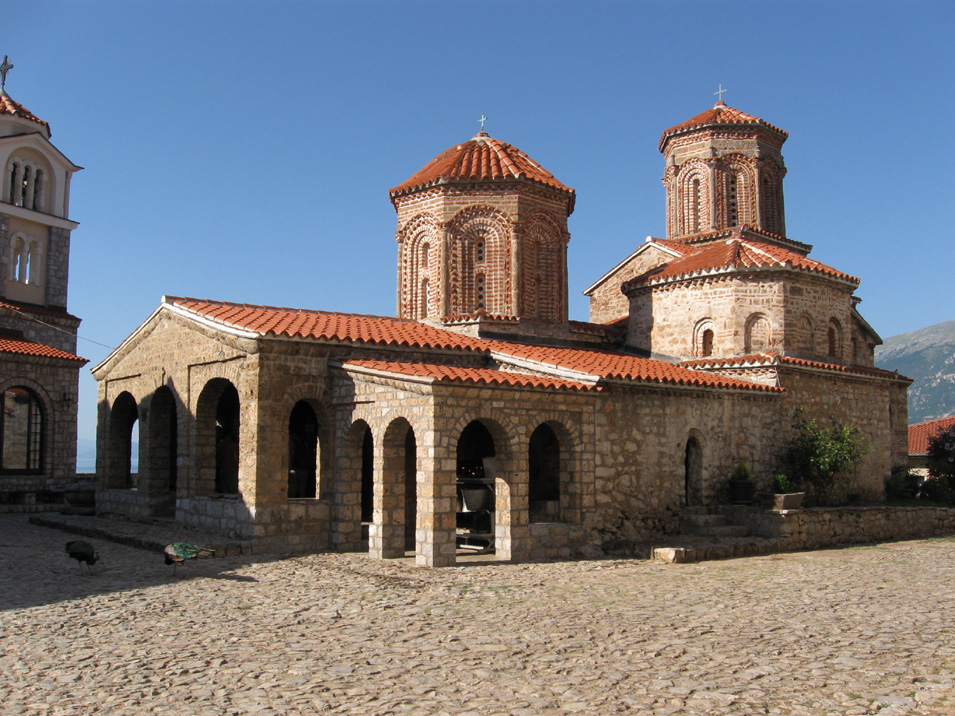
Ansicht der Klosterkirche (2010)

Das Kloster Sveti Naum (kyrillisch Свети Наум, albanisch Shën Naum) ist ein am Ende des 9. Jahrhunderts vom Heiligen Naum gegründetes und von den bulgarischen Zaren während der Christianisierung Bulgariens gestiftetes Kloster in der Nähe von Ohrid am Ufer des Ohridsees. Heute liegt das Kloster im äußersten Südwesten Nordmazedoniens und ist zusammen mit den Städten Ohrid und Struga, dem See und dessen Umgebung Teil des denkmalgeschützten Natur- und Kulturerbe der Ohrid-Region, das als UNESCO-Welterbe anerkannt ist.
Das Kloster ist die Grabstätte des Klostergründers, war in der Vergangenheit ein Wallfahrtsort und gehört heute, aufgrund seiner historischen Bedeutung und sehenswerten Lage, zu den beliebtesten Touristenzielen Nordmazedoniens.

## Lage

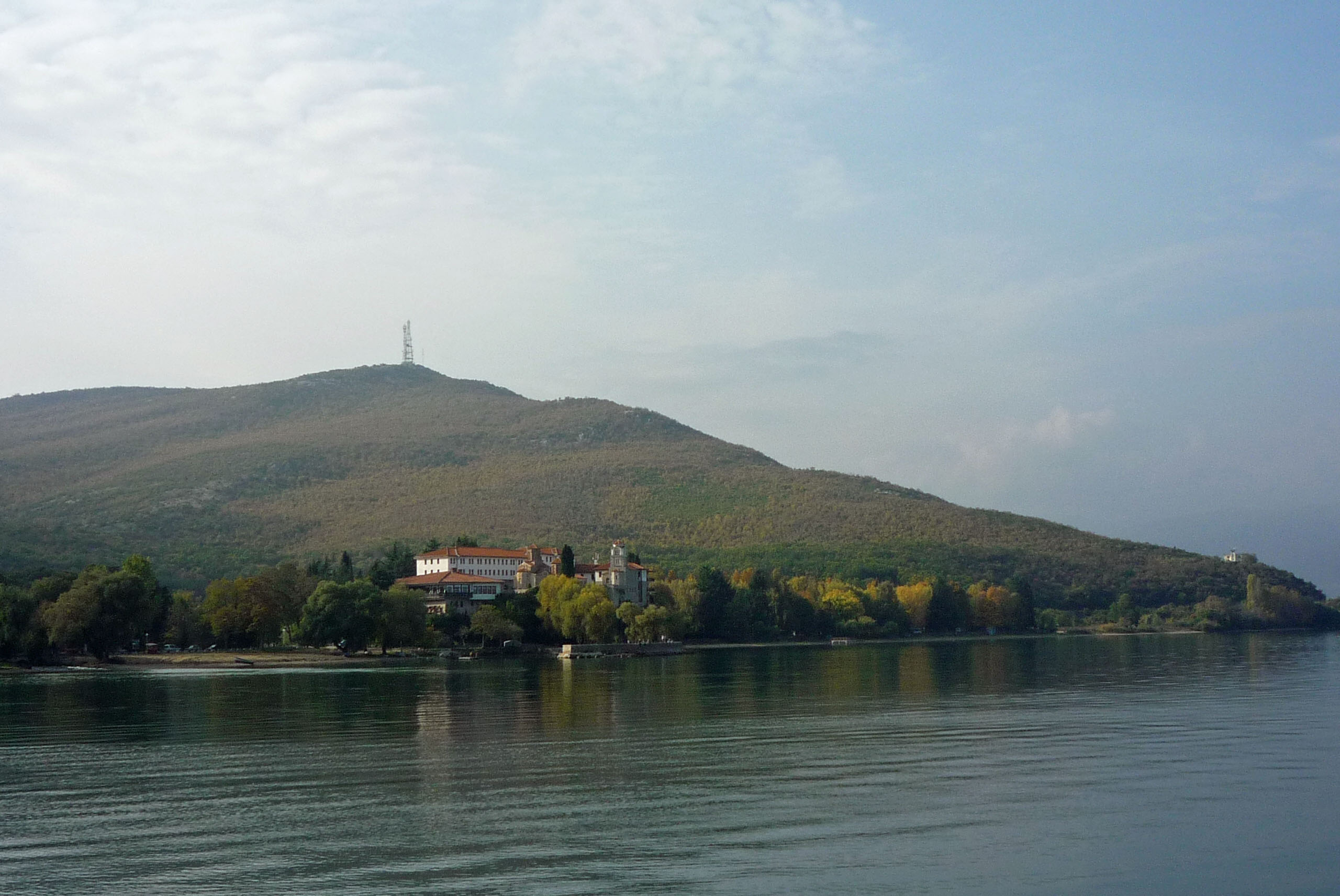
Das Kloster Sveti Naum am Ufer des Ohridsees

Das Kloster Sveti Naum steht auf einem kleinen Hügel am Südostende des Ohridsees (695 m. i. J.), der im Norden steil zum Ufer abfällt und von einer kleinen Ebene umgeben ist. Diese liegt eingezwängt zwischen dem Seeufer im Norden, der Galičica (2255 m. i. J.) im Osten und einem Hügel (966 m ü. A.) im Südwesten.
Rund zwei Kilometer östlich vom Kloster liegt an den untersten Hängen der Galičica das Dorf Ljubaništa. Das Kloster Sveti Naum ist etwa 30 Kilometer südlich der Stadt Ohrid. Nur wenige Hundert Meter in südwestlicher Richtung befindet sich die nordmazedonisch-albanischen Grenze beim Grenzübergang Tushemisht/St. Naum; die albanische Stadt Pogradec ist sechs Kilometer entfernt.

## Geschichte
Der Grundstein für das Kloster wurde von Naum, einem Schüler der Slawenapostel Kyrill und Method um 895 gelegt. Naum stand zusammen mit weiteren Mitschülern, darunter Kliment von Ohrid, im Dienste der bulgarischen Zaren und der Christianisierung des Reiches. Die slawischen Missionare, die aus Mähren vertrieben worden waren, fanden um 885 in Bulgarien eine neue Wirkungsstätte. Übersetzungen der Bibel und der liturgischen Bücher standen am Beginn einer bald blühenden altbulgarischen Literatur. Preslaw im Osten und Ohrid im Westen des Reiches wurden kulturelle Zentren mit Schulen und Schreibstuben. Der Bau des Klosters wurde mit der Unterstützung der bulgarischen Herrscher Boris I. und Simeon I. durchgeführt und dauerte bis 900, nach anderen Quellen bis 905.
Das Kloster wurde zunächst den Heiligen Erzengeln Michael und Gabriel geweiht, zur Ehrung Boris I., dessen Taufnamen Michael war. Überliefert ist, dass ab 905 Naum sich im Kloster niederließ und von hier aus wirkte. Nach seinem Tod am 23. Dezember 910 wurde er in der Klosterkirche beigesetzt und das Kloster ihm zu Ehren gewidmet und umbenannt. Es wurde in den folgenden Jahrhunderten zu einer Wahlfahrtstätte und es wurden unterschiedliche Wunder mit Naums Einwirken überliefert.
Die Klosterkirche ist kreuzförmig und wurde in mehreren Etappen zwischen dem 9. und 14. Jahrhundert gebaut. In ihren beiden Narthizes ähnelt sie dem Aufbau der Kirche der Heiligen Maria Perivlepta (auch Klimentkirche genannt) in Ohrid.
Mit dem Niedergang des Ersten Bulgarischen Reiches wurde das Kloster 1018 dem Erzbistum von Ohrid zugeordnet, welches für die nächsten Jahrhunderte ein kulturelles und geistiges Zentrum der Region blieb. Auch mit der osmanischen Eroberung der Region änderte sich der kirchliche Status zunächst nicht. Nach einem Brand im Jahr 1711 wurde eine neue Ikonostase aufgestellt, die von Hieromonach Konstantin ausgemalt wurde. Seit 1767, als das Erzbistum Ohrid dem ökumenischen Patriarchat von Konstantinopel und dem Bistum von Prespa unterstellt wurde, wurden Griechen Bischöfe und Griechisch zur Liturgiesprache. In der Mitte des 19. Jahrhunderts, während des Bulgarisch-griechischen Kirchenkampfes, verbrannte der griechische Abt Dionysius die slawischen Bücher im Kloster.

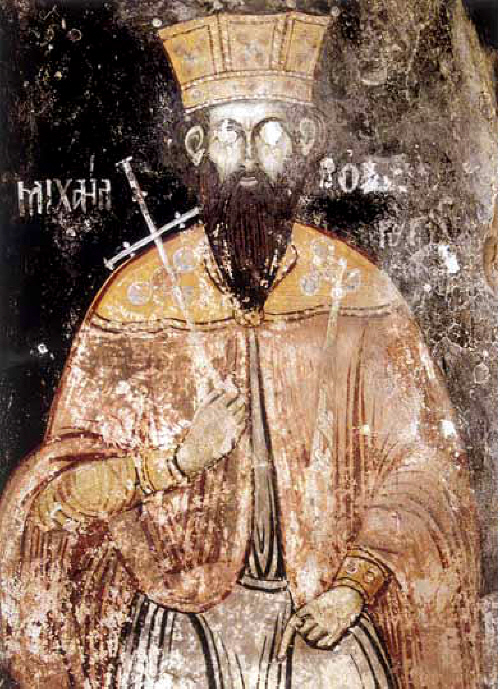
Fresko von 1806 links des Klostereingangs mit der Abbildung des bulgarischen Zaren und Ktitors des Klosters Boris I. und der Aufschrift in Griechisch „Michail, Archont von Bulgarien“

Das Kloster selbst wurde mehrere Male umgebaut und erneuert. So baute der Abt Gabriel in der zweiten Hälfte des 17. Jahrhunderts ein Krankenhaus. Die Inschrift über dem Eingang der Klosterkirche stammt aus dem Jahr 1806 und besagt:

“Ἀνιστορήθη ὁ παρῶν οὗτος καὶ σεβάσμιος ναὸς τοῦ ὁσίου κ(αὶ) θεοφόρου πατρὸς ἡμῶν Ναοὺμ τοῦ θαυματουργοῦ διὰ ἐξόδων καὶ ἐπισταστίας τοῦ πανοσιοτάτου καθηγουμένου κὺρ Στεφάνου ἐκ Φιλιππουπόλεως. τοῦ καὶ νέου κτήτορος ἐπὶ τῶν ἡμερῶν τοῦ πανιεροτάτου μροπολίτου ἁγίου Πρεσπῶν κυρίου Καλλινίκου, καὶ τοῦ συνδρομίτου χατζὴ κυρίου Ἰακώβου, καὶ τοῦ ἐπιτρόπου τῆς ἱερᾶς ταύτης μονῆς κύρ Ἰωάννου Γαβριήλ. Διὰ χειρὸς ἐμοῦ Τέρπου ζωγράφου ὑιοῦ Κωνσταντίνου ζωγράφου ἐκ Κοριτζᾶς. ἐπὶ ἔτος ͵αως: σεπτεμβρίου ς”

„Dieser ehrwürdige Tempel wurde für den ehrwürdigen und gottesfürchtigen Vater, unser Wundertäter Naum ausgemalt, mit der Fürsprache und Aufsicht des allheiligen Hegumen, Herrn Stephan von Plovdiv, dem neuen Kustos, während der Tage des allheiligen Metropoliten von Prespa, Herrn Kalinik, und mit der Hilfe von Hern Chadschi Jacob und dem Aufklärer und Unterstützer dieses heiligen Klosters, Herrn Iwan Gawrilow. Von der Hand von Tarpo Sograf, Sohn von Konstantin Sograf aus Korça, im Jahr 1806, 6. September.“

Die vom Sografen Tarpo umgesetzten sowie alle heute erhaltenen Fresken und Ikonen sind nur in griechischer Sprache gefasst. Von ihm stammt auch das Fresko Michael, Archon von Bulgarien im Eingangsbereich der Klosterkirche, welches den bulgarischen Herrscher Boris I. als Ktitor abbildet.

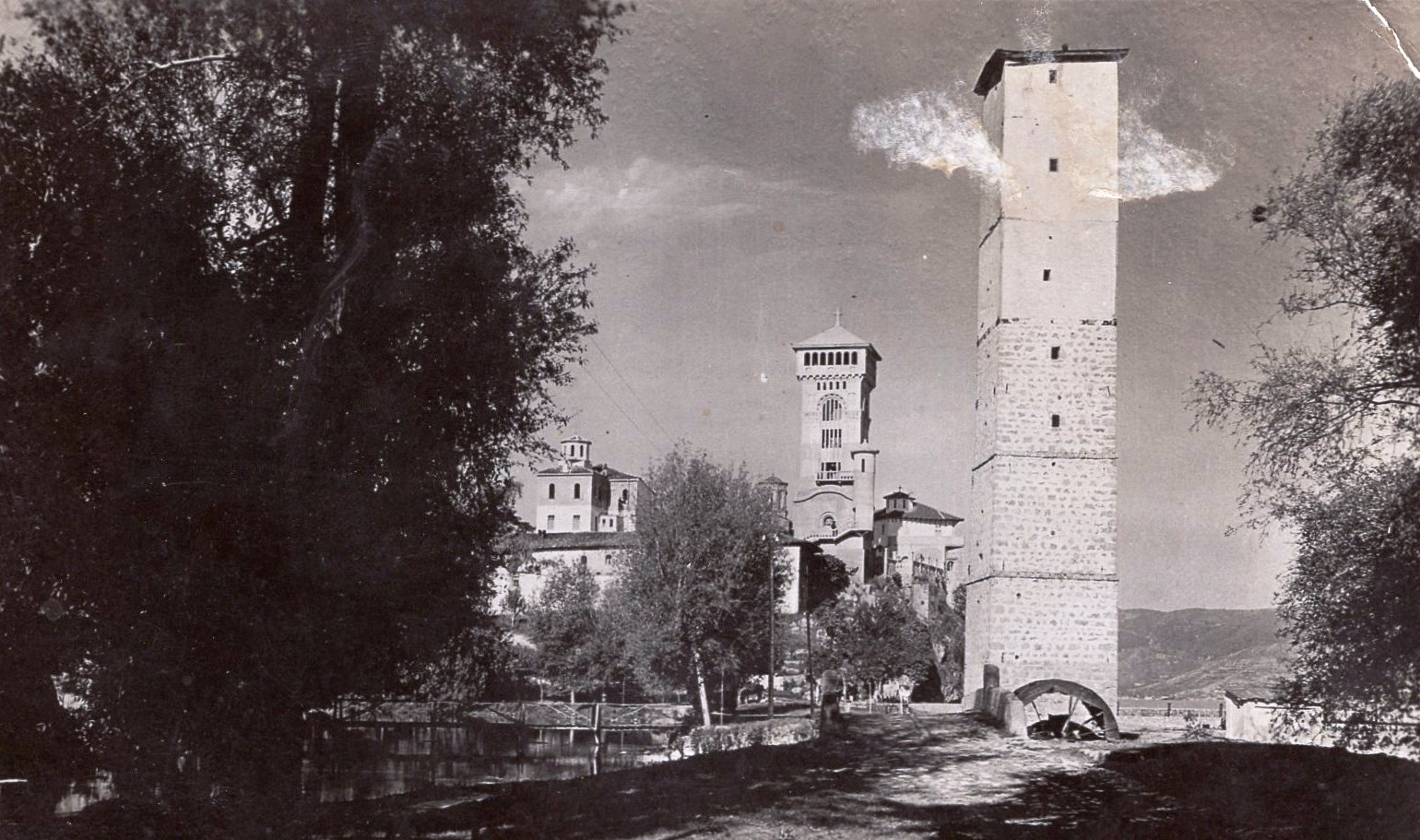
Postkarte der Klosteranlage in der Mitte der 1930er Jahre mit heute nicht mehr erhaltenen Türmen

1870 zerstörte ein Feuer das Kloster bis auf die Klosterkirche. Die heutige Anlage wurde in der darauffolgenden Zeit errichtet. Nach der Eroberung der Region durch Serbien während des Balkankrieges von 1912 wurde in der Nähe des Klosters eine Residenz des serbischen Königs und die Kirche des heiligen Ivan Vladimir gebaut. Von 1913 bis 1925 gehörte das Kloster zu Albanien. Ahmet Zogu, der sich mit jugoslawischer Hilfe im Dezember 1924 in Tirana an die Macht putschen konnte, trat es zum Dank für die Unterstützung an das Königreich der Serben, Kroaten und Slowenen ab.
Heute gibt es keinen Konvent mehr, und nur die Klosterkirche, eine typische dreischiffige Kreuzkuppelkirche, wird noch für sakrale Zwecke genutzt.
Das Innere der Kirche ist voller Fresken, die Szenen aus dem Leben Naums sowie denjenigen anderer Slawenapostel darstellen.

## Quellen von Sveti Naum

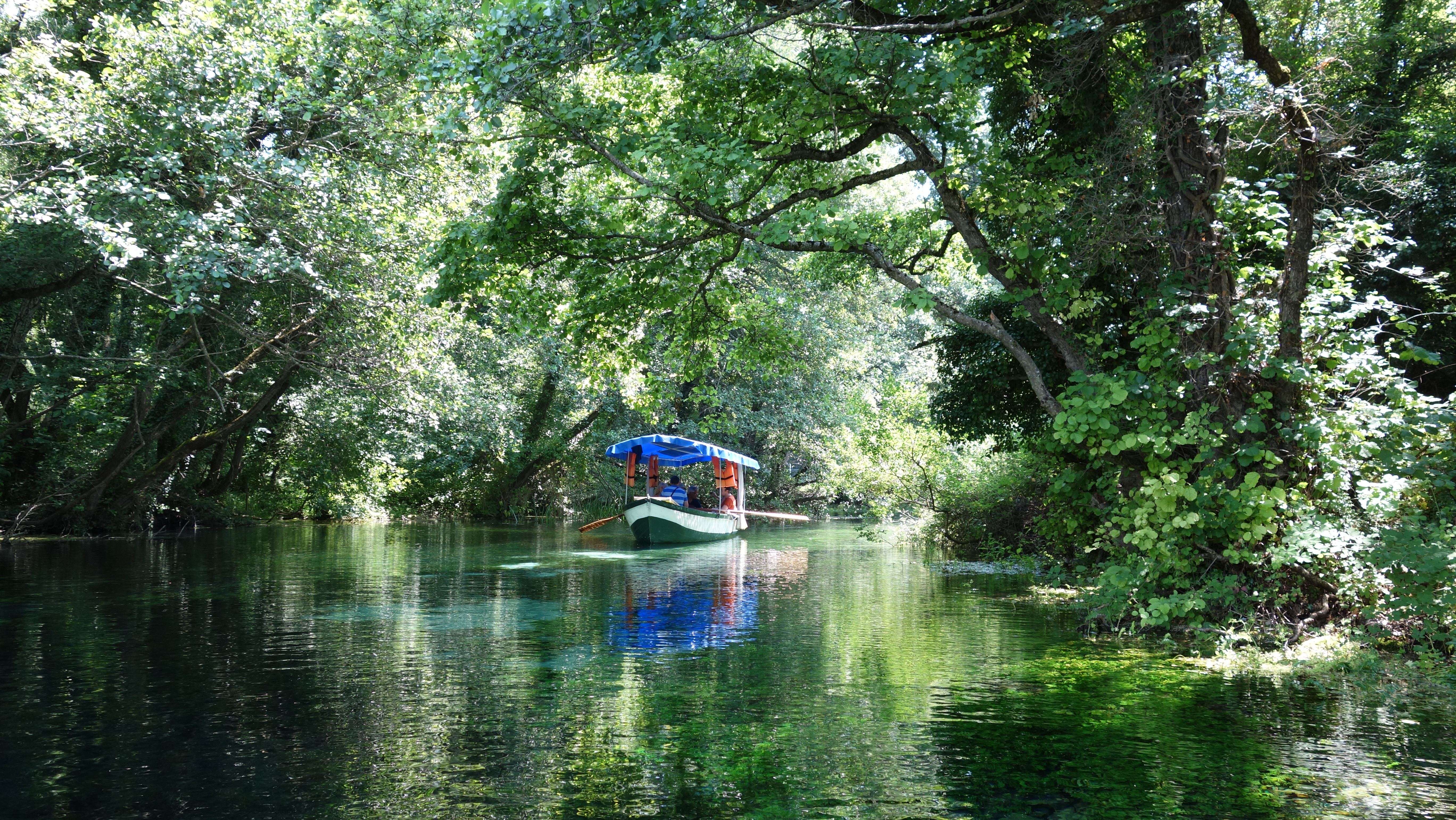
Ruderboot auf dem Quellteich